# Dicaeum nitidum
Dicaeum nitidum là một loài chim trong họ Dicaeidae.